# Skateboard-Weltmeisterschaften
Die Skateboard-Weltmeisterschaften werden von der World Skate organisiert. Bis 2017 wurden für die beiden Disziplinen Park und Street separate Veranstaltungen ausgetragen. Die Weltmeisterschaften in der Disziplin Park waren als Vans Park Series World Championship bekannt. In der Disziplin Street wurden die Weltmeisterschaften als SLS Super Crown World Championship bezeichnet. 2022 wurden auch erstmals Weltmeisterschaften in der Disziplin Vert im Rahmen der World Skate Games ausgetragen.

## Park

### Ausgaben
| Jahr | Datum                     | Austragungsort       |
| ---- | ------------------------- | -------------------- |
| 2016 | 19.–20. August            | Malmö, Schweden      |
| 2017 | 23. September             | Shanghai, VR China   |
| 2018 | 31. Oktober – 3. November | Nanjing, VR China    |
| 2019 | 12.–15. September         | São Paulo, Brasilien |
| 2022 | 5.–12. Februar 2023       | Schardscha, VAE      |
| 2023 | 1.–8. Oktober             | Rom, Italien         |
| 2024 | 15.–22. September         | Rom, Italien         |

### Medaillengewinner

#### Männer
| Jahr        | Gold             | Silber           | Bronze          |
| 2016        | Alex Sorgente    | Pedro Barros     | Ivan Federico   |
| 2017        | Oskar Rozenberg  | Pedro Barros     | Cory Juneau     |
| 2018        | Pedro Barros     | Heimana Reynolds | Keegan Palmer   |
| 2019        | Heimana Reynolds | Luiz Francisco   | Pedro Quintas   |
| 2022 (2023) | Jagger Eaton     | Augusto Akio     | Pedro Barros    |
| 2023        | Gavin Bottger    | Luigi Cini       | Tate Carew      |
| 2024        | Augusto Akio     | Pedro Barros     | Viktor Solmunde |

#### Frauen
| Jahr        | Gold              | Silber          | Bronze            |
| 2016        | Brighton Zeuner   | Jordyn Barratt  | Kisa Nakamura     |
| 2017        | Nora Vasconcellos | Brighton Zeuner | Kisa Nakamura     |
| 2018        | Sakura Yosozumi   | Kisa Nakamura   | Poppy Starr Olsen |
| 2019        | Misugu Okamoto    | Sakura Yosozumi | Sky Brown         |
| 2022 (2023) | Sky Brown         | Kokona Hiraki   | Sakura Yosozumi   |
| 2023        | Kokona Hiraki     | Hinano Kusaki   | Minna Stess       |
| 2024        | Raicca Ventura    | Hinano Kusaki   | Naia Laso         |

## Street

### Ausgaben
| Jahr        | Datum                      | Austragungsort                            |
| ----------- | -------------------------- | ----------------------------------------- |
| 2010        |                            |                                           |
| 2011        | 28. August                 | Newark, New Jersey, Vereinigte Staaten    |
| 2012        | 26. August                 | Newark, New Jersey, Vereinigte Staaten    |
| 2013        | 25. August                 | Newark, New Jersey, Vereinigte Staaten    |
| 2014        | 24. August                 | Newark, New Jersey, Vereinigte Staaten    |
| 2015        | 4. Oktober                 | Chicago, Vereinigte Staaten               |
| 2016        | 2. Oktober                 | Los Angeles, Vereinigte Staaten           |
| 2017        | 15. September              | Los Angeles, Vereinigte Staaten           |
| 2018 (2019) | 11.–13. Januar 2019        | Rio de Janeiro, Brasilien                 |
| 2019        | 19.–22. September 2019     | São Paulo, Brasilien                      |
| 2020 (2021) | 31. Mai – 6. Juni 2021     | Rom, Italien                              |
| 2021        | 13.–14. November 2021      | Jacksonville, Florida, Vereinigte Staaten |
| 2022        | 6. November 2022           | Rio de Janeiro, Brasilien                 |
| 2022/23     | 29. Januar–5. Februar 2023 | Schardscha, VAE                           |
| 2023        | 13.–17. Dezember           | Tokio, Japan                              |
| 2024        | 7.–14. September           | Rom, Italien                              |

### Medaillengewinner

#### Männer
| Jahr        | Gold            | Silber           | Bronze              |
| 2010        | Nyjah Huston    | Shane O’Neill    | Sean Malto          |
| 2011        | Sean Malto      | Nyjah Huston     | Chris Cole          |
| 2012        | Nyjah Huston    | Chris Cole       | Chaz Ortiz          |
| 2013        | Chris Cole      | Nyjah Huston     | Luan Oliveira       |
| 2014        | Nyjah Huston    | Torey Pudwill    | Ishod Wair          |
| 2015        | Kelvin Hoefler  | Nyjah Huston     | Luan Oliveira       |
| 2016        | Shane O’Neill   | Nyjah Huston     | Cody McEntire       |
| 2017        | Nyjah Huston    | Shane O’Neill    | Kelvin Hoefler      |
| 2018 (2019) | Nyjah Huston    | Kelvin Hoefler   | Felipe Gustavo      |
| 2019        | Nyjah Huston    | Yūto Horigome    | Gustavo Ribeiro     |
| 2020 (2021) | Yūto Horigome   | Nyjah Huston     | Sora Shirai         |
| 2021        | Jagger Eaton    | Lucas Rabelo     | Gustavo Ribeiro     |
| 2022        | Gustavo Ribeiro | Braden Hoban     | Chris Joslin        |
| 2022 (2023) | Aurélien Giraud | Gustavo Ribeiro  | Ginwoo Onodera      |
| 2023        | Sora Shihai     | Kairi Netsuke    | Yūto Horigome       |
| 2024        | Toa Sasaki      | Matías Dell Olio | Jhancarlos González |

#### Frauen
| Jahr        | Gold           | Silber         | Bronze         |
| 2015        | Letícia Bufoni | Vanessa Torres | Alana Smith    |
| 2016        | Leo Baker      | Letícia Bufoni | Alexis Sablone |
| 2017        | Leo Baker      | Letícia Bufoni | Mariah Duran   |
| 2018 (2019) | Aori Nishimura | Letícia Bufoni | Leo Baker      |
| 2019        | Pâmela Rosa    | Rayssa Leal    | Aori Nishimura |
| 2020 (2021) | Aori Nishimura | Momiji Nishiya | Rayssa Leal    |
| 2021        | Pâmela Rosa    | Rayssa Leal    | Momiji Nishiya |
| 2022        | Rayssa Leal    | Funa Nakayama  | Momiji Nishiya |
| 2022/23     | Rayssa Leal    | Chloe Covell   | Momiji Nishiya |
| 2023        | Yumeka Oda     | Rayssa Leal    | Momiji Nishiya |
| 2024        | Rayssa Leal    | Momiji Nishiya | Miyu Itō       |

## Vert

### Ausgaben
| Jahr | Datum           | Austragungsort            |
| ---- | --------------- | ------------------------- |
| 2022 | November        | Buenos Aires, Argentinien |
| 2024 | 3.–6. September | Rom, Italien              |

### Medaillen

#### Männer
| Jahr | Gold         | Silber       | Bronze        |
| 2022 | Edi Damestoy | Gui Khury    | Augusto Akio  |
| 2024 | Gui Khury    | Augusto Akio | Collin Graham |

#### Frauen
| Jahr | Gold        | Silber          | Bronze            |
| 2022 | Yurin Fujii | Asahi Kaihara   | Lilly Stoephasius |
| 2024 | Arisa Trew  | Mizuho Hasegawa | Asahi Kaihara     |